# Eastgate (Durham)
Eastgate – wieś w Anglii, w hrabstwie Durham. Leży 33 km na zachód od miasta Durham i 381 km na północ od Londynu.